# Hannibal Muammar Gaddafi
Hannibal Muammar Gaddafi (sinh 20 tháng 9 năm 1975 tại Tripoli, Libya), là con trai thứ tư của cựu lãnh đạo Libyan Muammar Gaddafi và người vợ thứ hai của ông, Safia Farkash. Trước khi xảy ra nội chiến Libya 2011, ông là cố vấn thứ nhất của Ủy ban quản trị của Công ty Vận chuyển Hàng hải Quốc gia Toàn dân (GNMTC) của Libya. Ông được cử giữ chức vụ này vào năm 2007, sau khi đạt được bằng thạc sĩ quản trị kinh doanh (MBA) ngành hậu cần và kinh tế tàu biển của Trường Thương mại Copenhagen.

## Tiểu sử
Ông bắt đầu nghề hàng hải với việc gia nhập Học viện Hàng hải vào năm 1993 với vai trò là một sĩ quan hải quân. Ông tốt nghiệp năm 1999 với tấm bằng cử nhân Khoa học ngành hàng hải.
Không lâu sau khi bắt đầu sự nghiệp hàng hải, ông đã được lên nhiều tàu lớn thuộc các chủng loại khác nhau, ông đã thu được cả hai chứng chỉ sĩ quan tham mưu và thủy thủ từ Học viện Ả Rập về Khoa học Kỹ thuật và chuyên chở Hàng hải vào năm 2003.
Trong nội chiến Libya 2011, Hannibal Muammar Gaddafi và vợ được đưa tin là đã dời khỏi Libya để sang Algérie.

### Vấn đề pháp lý
Vào năm 2008, các giới chức Thụy Sĩ đã bắt giữ Hannibal Muammar Gaddafi cùng với vợ của ông, Aline Skaf, với lời buộc tội "gây tổn hại về thể xác, hăm dọa và áp bức," sau một vụ xô xát có liên quan đến cả hai người tại khách sạn của họ ở Genève. Sự buộc tội này sau đó được bãi bỏ, nhưng mối quan hệ giữa Libya và Thụy Sĩ đã bị ảnh hưởng. Năm 2009, hai công dân Thụy Sĩ, Max Goeldi và Rachid Hamdani, đã bị cầm tù tại Libya; chính phủ Thụy Sĩ đã khẳng định rằng việc này chỉ là một hành động trả đũa nhằm vào vụ việc của Hannibal Muammar Gaddafi.
Cũng trong năm 2008, Hannibal Muammar Gaddafi đã thua kiện tại một tòa án ở Đan Mạch, theo đó ông kiện tờ báo Đan Mạch, Ekstra Bladet. Tờ báo này đã đưa tin rằng vào năm 2005, Hannibal Muammar Gaddafi khi đó còn là một sinh viên tại Copenhagen, đã trực tiếp bắt cóc và đánh đập một người Libya tại nhà của lãnh sự Libya tại Gentofte. Hannibal Muammar Gaddafi đã không xuất hiện tại tòa, và tòa án đã gia phán quyết rằng các chứng cứ hiện nay ủng hộ tờ báo Ekstra Bladet.
Năm 2009, cảnh sát đã được gọi tới khách sạn Claridge tại Luân Đôn sau khi có tiếng một phụ la hét tại khách sạn. Khi họ tới, căn phòng bị khóa và ba người bảo vệ đã bị bắt giữ vì cản trở cảnh sát. Vợ của Hannibal Muammar Gaddafi, Aline Skaf được tìm thấy trong phòng với cơ thể bị chảy nhiều máu và được đưa ra xe cứu thương để chở tới bệnh viện và được chữa trị với những vết thương ở trên mặt.